# أليسون غودمان
أليسون غودمان (بالإنجليزية: Alison Goodman)‏ (1966 في ملبورن - ) كاتِبة، وروائية، وكاتبة خيال علمي من أستراليا.

## روابط خارجية
- أليسون غودمان على موقع ميوزك برينز (الإنجليزية)